# Epitaph (альбом Necrophagist)
Epitaph (с англ. — «Эпитафия») — второй и последний студийный альбом немецкой техникал-дэт-метал-группы Necrophagist, выпущенный 3 августа 2004 года на лейбле Relapse Records. В отличие от дебюта группы, Onset of Putrefaction, записанного единолично Мухаммедом Суичмезом, Epitaph записывался в составе группы.
В песне «The Stillborn One» можно услышать короткие фрагменты пьесы «К Элизе» Людвига ван Бетховена (на 2:17 и 2:43), а в концовке «Only Ash Remains» всей группой исполняется «Танец Рыцарей» из балета «Ромео и Джульетта» Сергея Прокофьева.
Альбом был восторженно принят критиками, которые признавали его одним из важнейших альбомов техничного дэт-метала, значительно повлиявшим на развитие жанра в 2000-х годах и популяризовавшем крайне техничную гитарную работу и сложные структуры песен с частой сменой тактовых размеров и темпа. Интернет-издание Loudwire назвало Epitaph одним из лучших метал-альбомов 2004 года, а открывающую песню «Stabwound» одной из 66 лучших метал-песен 21-го века. Впоследствии альбом признавался одной из важнейших работ в дэт-метале.

## Список композиций
Слова и музыка всех песен — Мухаммед Суичмез, за исключением «Symbiotic in Theory», написанной в соавторстве с Кристианом Мюнцнером.
| №                   | Название              | Длительность |
| ------------------- | --------------------- | ------------ |
| 1.                  | «Stabwound»           | 2:48         |
| 2.                  | «The Stillborn One»   | 4:24         |
| 3.                  | «Ignominious & Pale»  | 4:01         |
| 4.                  | «Diminished to B»     | 4:59         |
| 5.                  | «Epitaph»             | 4:15         |
| 6.                  | «Only Ash Remains»    | 4:11         |
| 7.                  | «Seven»               | 3:42         |
| 8.                  | «Symbiotic in Theory» | 4:36         |
| Общая длительность: | Общая длительность:   | 32:56        |

## Участники записи
Necrophagist
- Мухаммед Суичмез — вокал, гитара, продюсирование, звукозапись, сведение
- Кристиан Мюнцнер — гитара
- Стефан Фиммерс — бас-гитара
- Ханнес Гроссманн — ударные

Производственный персонал
- Кристофер Брендс — звукозапись, сведение
- Боб Катц — мастеринг
- Саша Эрих — обложка, художественное оформление